# Bruno Jesi
Bruno Jesi (Udine, 11 gennaio 1916 – Torino, 11 gennaio 1943) è stato un militare italiano, discendente di un'antica famiglia ebraica di rabbini e padre del grande studioso, germanista e mitologo Furio Jesi (1941-1980). Venne insignito di Medaglia d'oro al valor militare a vivente durante il corso della guerra d'Etiopia.

## Biografia
Nacque a Udine l'11 gennaio 1916.  Studente presso la facoltà di legge dell'Università degli Studi di Torino, nel giugno 1935 lasciò gli studi per arruolarsi volontario come camicia nera nella 104ª Legione CC.NN. Dopo lo scoppio della guerra d'Etiopia partì con essa da Napoli il 3 novembre, arrivando a Massaua, in Eritrea, sei giorni dopo. Nel mese di dicembre iniziò a partecipare alle operazioni belliche. Nel marzo 1936 fu ammesso a frequentare il corso per allievi ufficiali di complemento a Saganeti, e tre mesi dopo assegnato all'arma di cavalleria in forza al I Gruppo squadroni. Ritornato brevemente in Italia per trascorrervi un periodo di licenza per malattia, ritornò in Africa Orientale Italiana nell'aprile 1937, assegnato in servizio presso il III Gruppo squadroni di cavalleria coloniale di Dessiè. Nel gennaio 1938 gli fu assegnato il comando della Banda a cavallo del Governo Amhara, partecipando alle grandi operazioni di polizia coloniale. Nel maggio dello stesso anno si distinse durante il primo combattimento del torrente Ghent, rimanendo gravemente ferito il 29 giugno, nel corso del secondo combattimento del Ghent. Mutilato della gamba destra, ritornò in Italia nel mese di agosto, trascorrendo un lungo periodo di cure.
In quanto ebreo, dopo l'approvazione delle leggi razziali del 1938 fu dapprima collocato in congedo assoluto il 1 gennaio 1939 e poi discriminato. Fu arianizzato per meriti eccezionali a fronte della concessione della Medaglia d'oro e di bronzo al valor militare. Morì appena ventisettenne a Torino, a causa delle ferite riportate, l'11 gennaio 1943. Nel comune di Ruda, in località Perteole, è ancora presente una caserma, assegnata al 33º Battaglione fanteria d'arresto "Ardenza" che porta il suo nome.
Bruno Jesi, che negli ultimi tempi della sua vita maturò un forte spirito critico nei confronti del fascismo e divenne noto a Torino per le sue reazioni al razzismo del regime, fece anche parte del Consiglio della Comunità Ebraica di Roma.

### Annotazioni
1. ↑  Per anni rimasta in disuso venne successivamente ceduta al Comune che la utilizza come deposito per la Protezione Civile.

### Fonti
1. ↑  Gruppo Medaglie d'Oro al Valor Militare 1965, p. 311.
2. 1 2 3 4 5 6 7 8 9 10 11 12  Combattenti Liberazione.
3. ↑  Cfr. Ian Thomson, Primo Levi. Una vita: https://books.google.it/books?id=SKw-DwAAQBAJ&pg=PT136&lpg=PT136&dq=bruno+jesi+primo+levi&source=bl&ots=Jv5IScNuRX&sig=ACfU3U31Wxz_FOnxyZ4v-tFnidMI4YxaFw&hl=it&sa=X&ved=2ahUKEwjTit3QnvXpAhWilFwKHVxDDNQQ6AEwAHoECAoQAQ#v=onepage&q=bruno%20jesi&f=false
4. ↑  Sito web del Quirinale: dettaglio decorato.